# ذو الفضل
ذو الفضل من صفات الله الحسنى التي وردت في القرآن الكريم ،ولم .... ، ومعناه: المُنعم بما لا يلزمه.

تصحيح: عده بعض أهل العلم من أسماء الله الحسنى.

## لغويا
ذو بمعني صاحب  والفضل المنة و العطاء.

### ذو
ذو : كلمة يُتَوَصل بها إِلى الوصْف بالأجناس، ملازمة للإضافة إلى الاسم الظاهر، ومعناها: صَاحِب.
يقال: فلان ذو مال، وذو فضل.
ويقال: أتَيتُة ذا صَباح وذا مساء: وقت الصُّبح، ووقت المساء.
ويقال:_ جاءَ من ذي نفسه: طيّعًا.
وطعنه فخرح ذو بَطْنه: أمْعَاؤه.
وسمعت ذا فيه: كلامَه.
ومثَنّاهُ: ذَوَا. والجمع : ذَوُون.

## في القرآن الكريم
ذكرت هذه الصفة في القرآن الكريم حوالي تسع مرات منها:
- فقال تعالي :﴿مَا يَوَدُّ الَّذِينَ كَفَرُوا مِنْ أَهْلِ الْكِتَابِ وَلَا الْمُشْرِكِينَ أَنْ يُنَزَّلَ عَلَيْكُمْ مِنْ خَيْرٍ مِنْ رَبِّكُمْ وَاللَّهُ يَخْتَصُّ بِرَحْمَتِهِ مَنْ يَشَاءُ وَاللَّهُ ذُو الْفَضْلِ الْعَظِيمِ ۝١٠٥﴾ سورة البقرة:105
- وقال:﴿يَا أَيُّهَا الَّذِينَ آمَنُوا إِنْ تَتَّقُوا اللَّهَ يَجْعَلْ لَكُمْ فُرْقَانًا وَيُكَفِّرْ عَنْكُمْ سَيِّئَاتِكُمْ وَيَغْفِرْ لَكُمْ وَاللَّهُ ذُو الْفَضْلِ الْعَظِيمِ ۝٢٩﴾ سورة الأنفال:29
- وقال: ﴿سَابِقُوا إِلَى مَغْفِرَةٍ مِنْ رَبِّكُمْ وَجَنَّةٍ عَرْضُهَا كَعَرْضِ السَّمَاءِ وَالْأَرْضِ أُعِدَّتْ لِلَّذِينَ آمَنُوا بِاللَّهِ وَرُسُلِهِ ذَلِكَ فَضْلُ اللَّهِ يُؤْتِيهِ مَنْ يَشَاءُ وَاللَّهُ ذُو الْفَضْلِ الْعَظِيمِ ۝٢١﴾ سورة الحديد:21
- وقال: ﴿أَلَمْ تَرَ إِلَى الَّذِينَ خَرَجُوا مِنْ دِيَارِهِمْ وَهُمْ أُلُوفٌ حَذَرَ الْمَوْتِ فَقَالَ لَهُمُ اللَّهُ مُوتُوا ثُمَّ أَحْيَاهُمْ إِنَّ اللَّهَ لَذُو فَضْلٍ عَلَى النَّاسِ وَلَكِنَّ أَكْثَرَ النَّاسِ لَا يَشْكُرُونَ ۝٢٤٣﴾ سورة البقرة:243

## وصلات خارجية
- حلقات شرح أسماء الله الحسنى لمحمد راتب النابلسي ألقيت في جامع الحمد
- شرح أسماء الله الحسنى
- آيات القرآن في أسماء الله الحسنى ومعانيها باللغة الإنجليزية وصورهم بالخط العربي
- أسماء الله الحسنى